# Trumpeldor-Friedhof

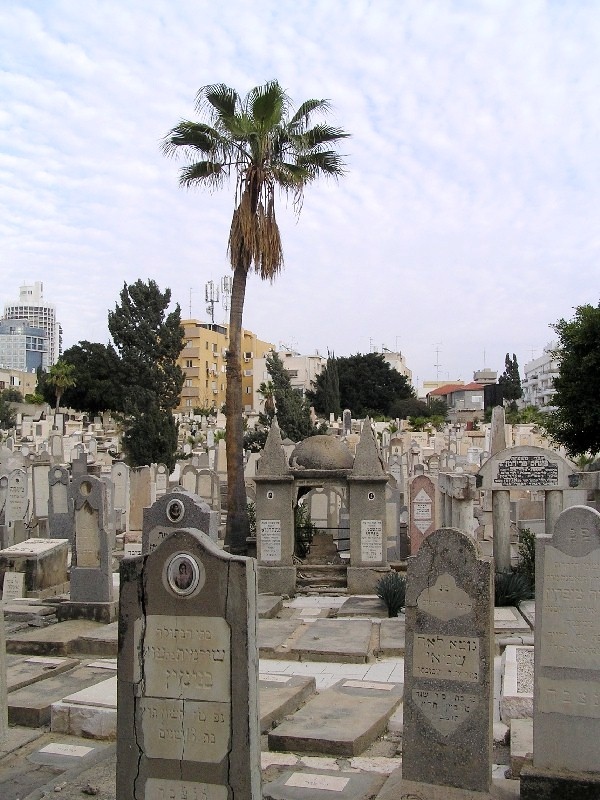
Trumpeldor-Friedhof in Tel Aviv

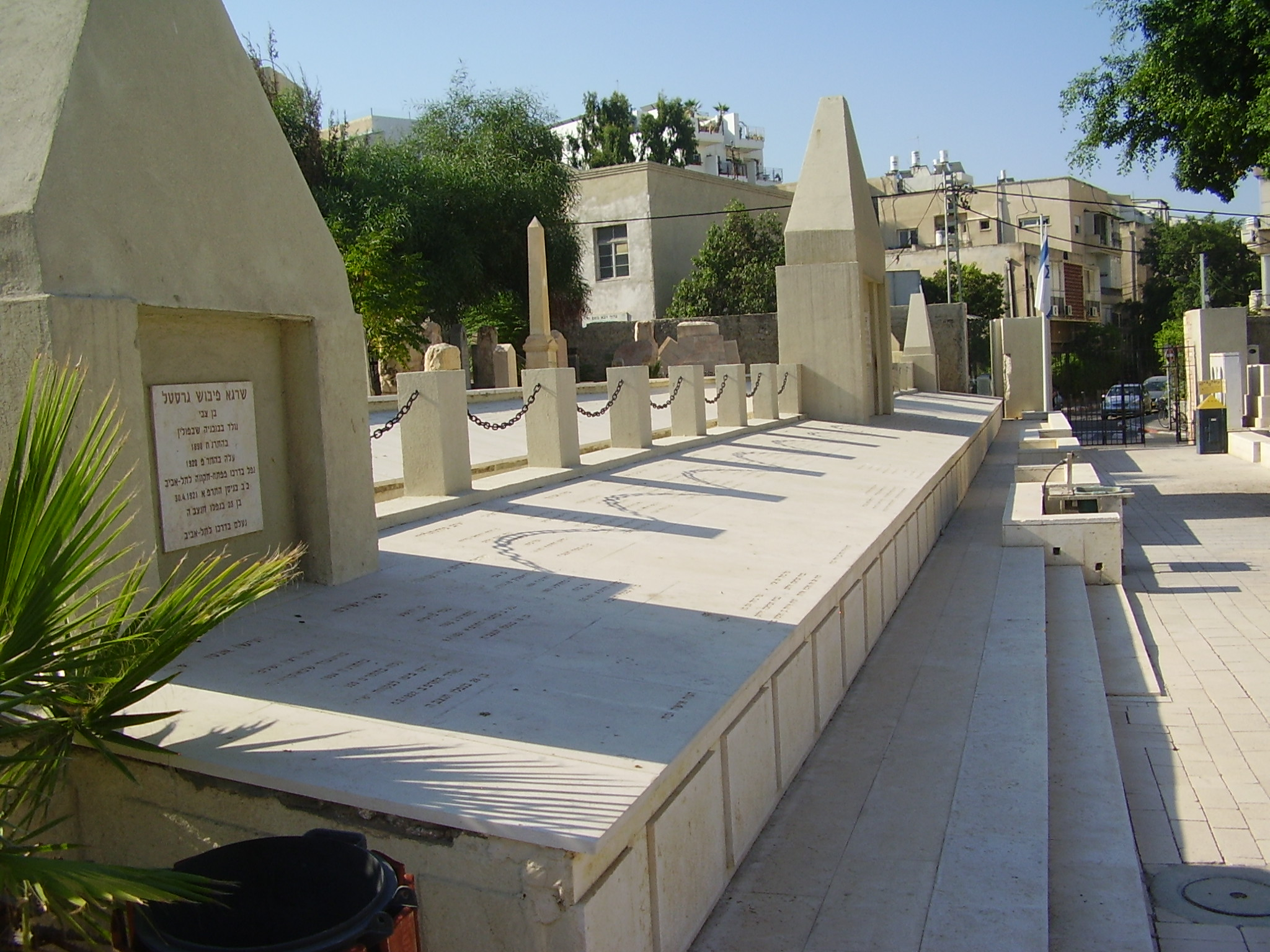
Gruppengrab für jüdische Opfer der Unruhen von Jaffa im Mai 1921

Der Trumpeldor-Friedhof (auch „Alter Friedhof“) ist ein jüdischer Friedhof in Tel Aviv in Israel. Auf dem Friedhof finden sich die Grabmale der Gründer und ersten Bewohner der Stadt sowie von Persönlichkeiten aus Kultur und Politik, darunter Moshe Sharett, zweiter Premierminister Israels.

## Namen des Friedhofs
Zunächst wurde er „Cholera-Friedhof“ genannt, da diese Begräbnisstätte für jüdische Tote der Choleraepidemie in Jaffa 1902 eröffnet wurde. Nach 1909, als Tel Aviv gegründet worden war, wurde er zum Hauptfriedhof des neuen Ortes. Mit der Entstehung weiterer Friedhöfe in Tel Aviv wurde die Bezeichnung für den Begräbnisplatz spezifischer, wie chronologisch einordnend בֵּית הַקְּבָרוֹת הַיָּשָׁן Bejt haQvarōt haJaschan, deutsch ‚die Alte Gräberstätte‘ oder toponymisch sortierend בֵּית הַקְּבָרוֹת רְחוֹב טְרוּמְפֶּלְדּוֹר Bejt haQvarōt Rɘchōv Ṭrūmpeldōr, deutsch ‚Gräberstätte der Trumpeldorstraße‘. Die Begräbnisstätte liegt an der Straße Rechov Trumpeldor (רְחוֹב טְרוּמְפֶּלְדּוֹר), die nach Joseph Trumpeldor benannt ist. Später bürgerte sich als Abkürzung בֵּית הַקְּבָרוֹת טְרוּמְפֶּלְדּוֹר Bejt haQvarōt Ṭrūmpeldōr, deutsch ‚Friedhof Trumpeldors‘ ein.

## Geschichte
Der Friedhof entstand 1902 oder 1903 nördlich von Jaffa auf einem Stück unbewohnten Landes, sechs Jahre vor der Gründung von Achusat Bajit, dem ersten Stadtteil von Tel Aviv. Heute ist der Friedhof zu einem Pantheon geworden, es gibt hier keine neuen Gräber, sondern nur noch die Beisetzung von Angehörigen.

## Weitere Gräber bedeutender Personen
- Chaim Arlosoroff (1899–1933), zionistischer Politiker
- Devorah Baron (1887–1956), Schriftstellerin
- Gregoire Belkowsky (1865–1948), russischer Jurist und Zionist
- Eliyahu Berligne (1866–1959), Jurist, Unternehmer und Politiker
- Chaim Nachman Bialik (1873–1934), Nationaldichter Israels
- Josef Chaim Brenner (1881–1921), Schriftsteller und Literaturkritiker
- Max Brod (1884–1968), deutschsprachiger tschechisch-israelischer Autor, Biograf von Franz Kafka
- Zvi Perez Chajes (1876–1927), Rabbiner
- Schoschana Damari (1923–2006), jemenitisch-israelische Sängerin
- Meir Dizengoff (1861–1936), erster Bürgermeister Tel Avivs
- Arik Einstein (1939–2013), Sänger, Songwriter und Schauspieler
- Arieh Elchanani (1898–1985), Architekt und Bildhauer
- Arje Eliav (1921–2010), Politiker
- Joel Engel (1868–1927), russischer Musiker
- Elijahu Golomb (1893–1945), zionistischer Untergrundkämpfer, Leiter der Hagana, der Histadrut und des Mossad le Alija Bet
- Achad Haʿam (1856–1927), zionistischer Aktivist
- Dov Hoz (1894–1940), zionistischer Politiker, Gewerkschafter und Flugpionier
- Hanina Karchevsky (1877–1925), jüdischer Komponist, Musikpädagoge und Dirigent
- Ephraim Kishon (1924–2005), satirischer Schriftsteller
- Schlomo Lahat (1927–2014), Offizier und Bürgermeister von Tel Aviv
- Schemarjahu Levin (1867–1935), zionistischer Politiker und Schriftsteller
- Bernard Lewis (1916–2018), Historiker, Orientalist
- Heinrich Loewe (1869–1951), Journalist, Publizist, Folklorist, Sprachwissenschaftler, Philosoph, Bibliothekar und zionistischer Politiker
- Juval Neʾeman (1925–2006), Physiker und Politiker
- Max Nordau (1849–1923), Schriftsteller, Politiker und zionistischer Aktivist
- David-Zvi Pinkas (1895–1952), israelischer Politiker und Minister
- Leon Reich (1879–1929), polnisch-zionistischer Politiker
- Lia Rosen (um 1890–1972), deutschsprachige Schauspielerin
- David Schimʿoni (1891–1956), hebräischer Dichter
- Issai Schur (1875–1941), Mathematiker
- Saul Tschernichowski (1875–1943), hebräischer Dichter